# Научно-производственное предприятие «Торий»
Научно-производственное предприятие «Торий» (АО «НПП „Торий“») — российское предприятие по разработке и изготовлению СВЧ-приборов, расположенное в Москве. Основано в 1959 году. С 2008 года входит в состав холдинговой компании «Росэлектроника» Государственной корпорации «Ростех».
АО «НПП „Торий“» представляет собой научно-производственный комплекс с едиными, автономными энергокоммуникациями, тепловыми сетями, вспомогательными производствами и общей научно-технологической базой, обеспечивающими разработку и выпуск электровакуумных приборов и комплексированных устройств сверхвысоких частот большой и сверхбольшой мощности для систем военного и гражданского назначения: радиолокации, спутниковой и тропосферной связи, телевидения, радиационной технологии и терапии, стерилизации и переработки сельскохозяйственной продукции, топливно-энергетического комплекса, экологии, а также для разработки и производства наукоёмкой медицинской аппаратуры и товаров культурно-бытового применения.
Общая производственная площадь составляет более 35 тыс. м², численность работающих — около 800 человек.

## История предприятия

### Советское время
Научно-производственное предприятие «Торий» отсчитывает свою историю с 16 июня 1959 г., когда Постановлением ЦК КПСС и Совета Министров СССР на юго-западе Москвы было создано новое предприятие электронной промышленности. Перед этим предприятием была поставлена важнейшая задача в кратчайшие сроки разработать и освоить в производстве уникальные по своим параметрам мощные и сверхмощные СВЧ-приборы для обеспечения системы противоракетной обороны Москвы.
Предприятие было спроектировано и построено в кратчайшие сроки. Уже в декабре 1961 г. была осуществлена сдача в эксплуатацию первой очереди инженерных и производственных площадей предприятия, оснащенных новейшим оборудованием. Основу коллектива предприятия в 1961—1963 гг. составили ученые и инженеры НПП «Исток» (г. Фрязино). В 1963 г. завершено строительство и предприятие сдано в эксплуатацию.
12 февраля 1966 г. приказом Министра электронной промышленности СССР на базе НИИ № 437 и опытного завода создан Научно-исследовательский институт электронных приборов НИИЭП (п/я В-2491) с опытным заводом (п/я Г-4808) с подчинением 1-му Главному Управлению Министерства электронной промышленности (МЭП) СССР. 30 декабря 1967 г. принято постановление Правительства о строительстве нового производственного корпуса опытного завода с замкнутым технологическим циклом.
5 ноября 1971 г. приказом Министра электронной промышленности № 228 НИИЭП переименован в НИИ «Титан» (п/я В-2058) с заводом при НИИ «Титан» (п/я В-2123) с подчинением 1-му Главному управлению МЭП СССР. 12 июня 1975 г. приказом Министра электронной промышленности № 270 ДСП на базе НИИ «Торий», опытного завода при НИИ «Торий», завода «Луч» в г. Костроме и филиала НИИ «Торий» (завода) в г. Верея образовано Научно-производственное объединение «Торий» — НПО «Торий» (с головным предприятием НИИ «Титан») с подчинением 1-му ГУ МЭП СССР.
29 марта 1976 г. Указом Президиума Верховного Совета СССР за выдающиеся успехи в развитии отечественной СВЧ электроники больших мощностей предприятие награждено орденом Октябрьской Революции.

### Российское время
Распоряжением Правительства Российской Федерации № 2188-Р от 07 декабря 1993 г. на базе НИИ «Титан» и завода при НИИ «Титан» создано Государственное научно-производственное предприятие «Торий» (ГНПП «Торий»). Предприятие зарегистрировано Московской регистрационной палатой 21 января 1994 г. 1 июля 1999 г. ГНПП «Торий» переименовано в Федеральное государственное унитарное предприятие «Научно-производственное предприятие „Торий“» — ФГУП «НПП „Торий“».
В соответствии с указом президента РФ № 1052 от 10 июля 2008 г. предприятие передано в состав Государственной Корпорации «Ростехнологии» (Ростех).
26 января 2016 г. Федеральное государственное унитарное предприятие "Научно-производственное предприятие «Торий» на основании распоряжения Правительства Российской Федерации от 27 ноября 2010 г. № 2102-р, приказов Федерального агентства по управлению государственным имуществом от 27 апреля 2011 г. № 143 и от 06 июня 2011 г. № 185 и распоряжения Территориального управления Федерального агентства по управлению государственным имуществом в городе Москве от 30.10.2015 г. № 1243, преобразовано в Акционерное общество «Научно-производственное предприятие „Торий“».

## История разработок в областиСВЧ-электроники
1961 г. Успешно сданы заказчику первые выпущенные предприятием приборы — магнетроны МИ-14.
1965 г. Завершена разработка цепочки сверхмощных волноводно-усилительных магнетронов «Суперстимул 1-2» для системы ПРО.
1965 г. Закончена разработка клистрона 4-сантиметрового диапазона с резонаторами второй гармоники с рекордным уровнем выходной непрерывной мощности 100 кВт. Прибор стал основой для ряда мощных клистронов различного назначения.
1966 г. Успешно сдана заказчику ЛБВ дециметрового диапазона длин волн «Весна» мощностью 100 кВт (в квазинепрерывном режиме) для РЛС системы ПРО. ЛБВ «Весна» продемонстрировала рекордную долговечность более 20 000 часов при эксплуатации в аппаратуре. Производится предприятием в 2015 году.
1966 г. Успешная разработан первый в СССР промышленный ускоритель электронов ЭЛУ-4 мощностью 5 кВт и энергией 5 МэВ.
1967 г. Для РЛС ПВО разработан компактный импульсный многолучевой клистрон с реверсной магнитной фокусировкой «Аншлаг» — новый тип многолучевых клистронов, единственным производителем которых в мире до 2015 года является "НПП «Торий».
1967 г. Разработка клистрона «Атом» для телевизионных передатчиков дециметрового диапазона «Ильмень» и «Ильмень-2» (применяется в более 100 телецентрах России и СНГ). Прибор выпускается и в 2015 году.
1983 г. Разработка первой в СССР двухрежимной мощной (5 кВт) ЛБВ на ЦСР «Чегет» и комплексированного источника на её основе для бортовых РЛС МиГ-29 и Су-31.
1984 г. Разработан первый в мире многоствольный многолучевой клистрон «Аргунь» с пространственно развитыми в поперечном сечении резонаторами, положивший начало серии разработок уникальных многоствольных многолучевых клистронов.
1985 г. Разработано и начато серийное производство многолучевых пролетных пентодов (титронов), уникальных безинерционных стабилизаторов тока, для высоковольтных источниках питания различных установок, электронно-лучевой сварки. Титроны выпускаются предприятием и в 2015 году.
1985 г. Разработан и сдан заказчику каскад многорезонаторных гироклистронов «Стремя-1» и «Стремя-2» 8-мм диапазона длин волн с выходной импульсной мощностью 500 кВт для РЛС ПРО.
1988 г. Разработана и сдана заказчику уникальная по параметрам цепочка сверхмощных приборов: с энергией в импульсе 1 Дж для корабельной РЛС (многолучевой клистрон «Айсберг», усилитель прямой волны М-типа «Скат», волноводно-усилительный магнетрон «Саламандра»).
1997 г. Разработан первый в мире многолучевой двухполосный клистрон «Атака», ставший основой нового направления в разработках многополосных клистронов, в частности клистрона «Агуйя» для корабельных РЛС.
В 2015 году серийно выпускается предприятием.
2010 г. Разработана базовая технология создания многолучевых клистронов миллиметрового диапазона длин волн «Форма».
2010 г. Разработана базовая технология создания двухрежимной ЛБВ «Мощность» 3-х сантиметрового диапазона длин волн для бортовых РЛС с импульсной выходной мощностью более 17 кВт (средняя мощность 4 кВт) при постоянном входном сигнале в полосе частот 900 МГц.

## Предприятие сегодня
«НПП „Торий“» — это научно-производственное предприятие, ведущее исследования, разработки и промышленный выпуск микроволновых электровакуумных приборов большого (вплоть до предельного) уровня мощности.
На предприятии созданы СВЧ приборы, в значительной мере определившие облик радиоэлектронного вооружения страны.
Предприятием получено 1300 авторских свидетельств СССР и патентов Российской Федерации на изобретения и 24 патента зарубежных стран.
Коллективом АО «НПП „Торий“» разработаны:
- фундаментальные основы теории, расчёта, проектирования и создания электровакуумных мощных СВЧ приборов, значительная часть которых имеет мировой приоритет;
- комплекс передовых микроволновых технологий и оборудования;
- более 200 типов мощных и сверхмощных вакуумных СВЧ-приборов, в том числе уникальных, не имеющих аналогов за пределами Российской Федерации.

Эти приборы предназначены для эксплуатации в более чем 150 системах оборонного значения, в том числе РЛС ПРО и ПВО, зенитно-ракетных комплексах, командно-измерительных средствах и специальных системах космической и тропосферной связи, в том числе для систем ПРО А-35, ЗРК С-300 ПМУ и С-400, для уникальной РЛС миллиметрового диапазона «Руза», бортовых РЛС МиГ-29 и Су-31, многофункциональной корабельной системы «Атолл», системы глобальной космической разведки «Барбет» и др. Помимо «классических» СВЧ генераторов и усилителей в практику разработок вошли многолучевые клистроны, многорежимные ЛБВ, гироприборы, безмодуляторные усилители М-типа, титроны и др.
Научно-технический задел в области мощных микроволновых приборов военного назначения использован при создании приборов для исследований космоса, СВЧ плазмотронов, различных устройств для тепловой и СВЧ обработки пищевых продуктов и технических материалов, медицинских и технологических ускорителей электронов.Всего АО "НПП «Торий»" было выпущено более 100 ускорителей.

В частности, в 2011 году предприятие приступило к изготовлению партии клистронов для по старым чертежам для радиотелескопа РТ-70. При этом до 2018 года АО "НПП «Торий»" будет разработан клистрон на 200 кВт непрерывной мощности, в то время как сегодня радар работает в режиме сложения мощностей двух усилителей на одну антенну до уровня 160 кВт..
На предприятии создана и функционирует инфраструктура, обеспечивающая как разработки, так и промышленный выпуск мощных крупногабаритных электровакуумных СВЧ приборов.
На базе созданного сотрудниками предприятия научно-технического задела проводится проведение комплекса НИОКР по созданию новых приборных рядов клистронов сверхмощных, мощных и средней мощности ЛБВ на ЦСР, сверхмощных непрерывных ЛБВ, гибридных приборов и базовых технологий их изготовления (включая катодную технику, технологии очистки узлов приборов и напыления покрытий, магнитные системы и выводы энергии), а также развитие направления промышленного использования СВЧ энергии.

## Продукция
СВЧ-приборы:
- Лампы бегущей волны (ЛБВ) для РЛС наземного и бортового базирования
- Усилительные клистроны для РЛС
- Усилительные клистроны для передатчиков телевизионного вещания
- Усилительные клистроны для систем управления и связи
- Клистроны для линейных ускорителей
- Магнетронные приборы
- Ускорители электронов[6][7]
- Катоды и катодно-подогревательные узлы

## Директора предприятия
- Иванов Евгений Хрисанфович (1959—1962).
- Гольцов Валентин Александрович (1962—1964).
- Лебедев Борис Петрович (1965—1972).
- Девяткин Иван Иванович (1972—1987).
- Артюх Игорь Григорьевич (1987—1997).
- Ушаков Андрей Борисович (1998—2005).
- Станиславчик Константин Владиславович (2005—2010).
- Мельничук Геннадий Васильевич (2010-09.2017).
- Трофимов Дмитрий Сергеевич (2017- наст. время)

## Программы обучения молодых кадров
На базе АО "НПП «Торий» функционирует кафедра № 136 «Сверхвысокочастотные приборы и устройства» факультета «Электроника» МГТУ «МИРЭА», которая проводит подготовку высококвалифицированных инженеров по специальности 210105.65 «Электронные приборы и устройства».
Совместно с правительством Москвы и за счет базовых кафедр в МФТИ и МИРЭА создан научно-образовательный центр (НОЦ).
С 2014 г. на базе АО "НПП «Торий» функционирует Кафедра мощной импульсной электроники (Кафедра № 90) Национального Исследовательского ядерного университета «МИФИ».

## Известные работники
Государство высоко оценило труд сотрудников предприятия, присуждая им высокие звания лауреатов:
- Ленинской премии — Афанасьев В. А. (1966), Берест А. Л., Девяткин И. И., Петров Д. М., Салтыков А. И., Шахов К. П.
- Государственной премии СССР — Алямовский И. В. (1975), Андреев В. В. (1979), Акулин М. С. (1975), Артюх И. Г. (1990), Быстров В. М. (1985), Гонтарев Г. Г. (1984), Горбачева Т. Н. (1979), Гугнин А. А. (1988), Гуськов Г. В. (1984), Дадеркин О. С. (1984), Добрынченко В. Н. (1975), Додонов Ю. И.(1979), Девяткин И. И. (1981), Дыбин И. В. (1978),Журков А. С. (1988), Ильин В. Н. (1988), Капитонов В. А. (1979), Кожеуров Ю. И. (1984), Козлов Ю. А. (1975), Копылов В. В. (1988), Корешков Е. Н. (1988), Лебединский С. В. (1970), Лысов Г. В. (1989), Марин В. П. (1976), Мачулка Г. А. (1975), Морозов А. М. (1984), Мирошников Ю. А. (1975), Муравьева Т. В. (1988), Невский П. В. (1990), Неделько А. Ф. (1979), Павлов О. И. (1970), Пасманник В. И. (1990), Петросян Э. В. (1979), Попов В. К. (1967), Пушкарев А. Г. (1985), Симонишвили Т. В. (1984), Смирнов В. А. (1988), Степанов Ю. Д. (1979), Трифонов А. И. (1975), Усачев Б. В. (1988), Федченко Г. Ф. (1979), Хаджи Д. Л. (1984), Хворов М. И. (1979), Хмара В. А. (1984), Чечушков Г. М. (1975), Чугунов Б. Ф. (1984), Юрьев В. И. (1975).
- Премии Совета Министров СССР — Волчкевич А. И. (1986), Демешкевич Т. Б. (1986), Елагин В. М. (1983), Шигорин А. И. (1986), Петросян Э. В.
- Государственной премии Российской Федерации — Лаврентьев Ю. В.(1997), Михалев А. К.(1997), Приезжев Г. М. (1994).

Высокое звание Героя Социалистического Труда было присвоено Афанасьеву Владимиру Александровичу.
Медалью ордена «За заслуги перед отечеством» II степени награждён Мельничук Геннадий Васильевич (2015).